# Otto von Ziegenhain (Propst)
Otto von Ziegenhain (* 1304; † 31. März 1366 in Mainz), aus dem Hause der Grafen von Ziegenhain, war Kanoniker in den Domkapiteln zu Mainz und Köln und von 1333 bis 1366 Propst des Petristifts in Fritzlar.

## Herkunft
Otto war der zweite Sohn und das jüngste von fünf namentlich bekannten Kindern des Grafen Gottfried VI. (1262–1304) und dessen Gemahling Mechthild (um 1267–1332) von Hessen, Tochter des hessischen Landgrafen Heinrich I. Sein älterer Bruder Johann († 1359) folgte dem Vater im Jahre 1304 als Graf von Ziegenhain und erbte 1333 über seine Ehefrau auch die Grafschaft Nidda. Otto, erstmals urkundlich erwähnt im Jahr 1304, dem Todesjahr seines Vaters, war offenkundig noch sehr jung, denn noch im Juni 1309 wird er in einer Urkunde seines in diesem Jahr für volljährig erklärten Bruders Johann und seiner Mutter Mechthild als noch nicht mündig bezeichnet. Da Mitglieder adeliger Häuser bereits mit 13 oder 14 Jahren für mündig erklärt werden konnten und Otto sich im Jahre 1318 mit Johann über die väterliche Erbschaft verglich, wurde er wahrscheinlich erst kurz vor dem Tode seines Vaters im Jahre 1304 geboren.

## Leben
Als nachgeborener Sohn wurde Otto schon frühzeitig mit geistlichen Pfründen versorgt, zunächst mit einem Kanonikat mit Pfründen am St. Petristift in Fritzlar und mit der Pfarrei zu Lich. Bei dem Erbvergleich mit seinem Bruder im Jahre 1318 wurde ihm eine jährliche Rente von 50 Mark Pfennige von der Stadt Treysa zugewiesen; daraufhin verzichtete Otto gegenüber dem Dekan und dem Stiftskapitel in Fritzlar auf sein dortiges Kanonikat. Die Pfarrei in Lich, die er seit 1315 innehatte, tauschte er 1319 gegen die Pfarreien zu Bonames und Langen. Da er ohne die entsprechenden Weihen war, erteilte ihm Papst Johannes XXII. Im Jahre 1320 die notwendige Dispens; gleichzeitig verlieh er ihm – auf Betreiben Graf Johanns – die Anwartschaft auf ein Kanonikat im Mainzer Domkapitel.
1323 erreichte Otto in einem neuen Vergleich mit seinem Bruder Johann eine Steigerung seiner Einkünfte aus dem elterlichen Erbe auf eine jährliche Gülte von 100 Mark Kölner Währung von den Städten Treysa und Rauschenberg; im Gegenzug verzichtete Otto auf alle Ansprüche auf das väterliche Erbe und auf die Grafschaft Ziegenhain.
Im Jahre 1327 besaß Otto ein Kanonikat in Köln, mit Anwartschaft auf eine Pfründe, prozessierte vor dem Heiligen Stuhl wegen einer Präbende in Mainz, und erhielt vom Papst ein Kanonikat in Magdeburg. Ab 1331 ist er gleichzeitig auch als Domherr in Mainz bezeugt, obwohl er weiterhin keine höheren Weihen hatte. Spätestens im Jahre 1333 erlangte er die einflussreiche und ertragreiche Stelle des Propsts im Fritzlarer St. Petristift, die er bis zu seinem Tod bekleidete.
Otto von Ziegenhain starb am 31. März 1366, vermutlich in Mainz, und wurde im dortigen Dom beigesetzt.